# یاروسلاو هیروفسکی
یاروسلاو هیروفسکی (به چکی: Jaroslav Heyrovský) ‏ (۲۰ دسامبر ۱۸۹۰ – ۲۷ مارس ۱۹۶۷) شیمیدان، مخترع و برنده جایزه نوبل اهل جمهوری چک بود. او در سال ۱۹۵۹ به خاطر کشف و توسعه شیوه‌های تحلیلی قطب نگاری موفق به دریافت جایزه نوبل شیمی شد.